# Comté de Santa Fe
Le comté de Santa Fe est l’un des 33 comtés de l’État du Nouveau-Mexique, aux États-Unis.
Son siège est Santa Fe.

## Comtés adjacents
- Comté de Rio Arriba, Nouveau-Mexique (nord)
- Comté de Mora, Nouveau-Mexique (nord-est)
- Comté de San Miguel, Nouveau-Mexique (est)
- Comté de Torrance, Nouveau-Mexique (sud)
- Comté de Bernalillo, Nouveau-Mexique (sud-ouest)
- Comté de Sandoval, Nouveau-Mexique (ouest
- Comté de Los Alamos, Nouveau-Mexique (nord-ouest)

## Démographie
| Groupe                           | Comté de Santa Fe | Nouveau-Mexique | États-Unis |
| -------------------------------- | ----------------- | --------------- | ---------- |
| Blancs                           | 76,2              | 68,4            | 72,4       |
| Autres                           | 15,1              | 15,0            | 6,2        |
| Métis                            | 3,6               | 3,7             | 2,9        |
| Amérindiens                      | 3,1               | 9,4             | 0,9        |
| Asiatiques                       | 1,2               | 1,4             | 4,8        |
| Afro-Américains                  | 0,9               | 2,1             | 12,6       |
| Océaniens                        | 0,1               | 0,1             | 0,2        |
| Total                            | 100               | 100             | 100        |
|                                  |                   |                 |            |
| Hispaniques et Latino-Américains | 50,7              | 46,3            | 16,7       |